# Alzada
Alzada är en ort i Mexiko.   Den ligger i kommunen Cuauhtémoc och delstaten Colima, i den södra delen av landet, 500 km väster om huvudstaden Mexico City. Alzada ligger 666 meter över havet och antalet invånare är 533.
Terrängen runt Alzada är huvudsakligen kuperad, men åt sydväst är den platt. Terrängen runt Alzada sluttar söderut. Runt Alzada är det ganska glesbefolkat, med 43 invånare per kvadratkilometer. Närmaste större samhälle är Cuauhtémoc, 10,9 km nordväst om Alzada. I omgivningarna runt Alzada växer huvudsakligen savannskog.